# Станіслав Ансерін
Ансерін (Ґонсьорек) Станіслав (лат. Anserinus Stanislaus, пол. Gąsiorek Stanisław; 1543 — 4 січня або 29 вересня 1621) — львівський міщанин. Міський писар (1572—1585), лавник (1584—1586) та райця (1586—1620). Бурґомістр королівський (1590, 1596), бурмістр поспільства (1586, 1592, 1598, 1607).
Син шевця Станіслава Ґенсяноґа (пол. Gęsianog) або Ґенсяножка (пол. Gęsianóżek, Ансерін здобув освіту бакалавра в Краківській академії. 1568 р. повернувся до Львова, де його чекала блискуча кар'єра спершу в міській раді, а зрештою і бурґомістра (на цю посаду його обирали 4 рази).